# ハートヴィッヒ・ガウダー
ハートヴィッヒ・ガウダー (Hartwig Gauder、1954年11月10日 - 2020年4月22日)は、旧東ドイツの陸上競技選手。1980年代を代表する競歩選手で、50km競歩を得意とし、1980年モスクワオリンピックの金メダリストである。

## 経歴
ガウダーはまず20kmの距離からスタートした。1975年と1976年には東ドイツのチャンピオンとなり、1978年にはトラックでの20000m競歩で1時間24分22秒7のヨーロッパ記録をマーク。1978年のヨーロッパ選手権で7位に終わった後、彼は50km競歩へと距離を伸ばすこととした。そして、1980年モスクワオリンピックでは金メダル獲得を果たす。
4年後の1984年ロサンゼルスオリンピックは、東ドイツがボイコットしたため出場できず、連覇を果たすことはできなかった。
ガウダーはその後も1987年世界選手権で金メダル、1988年ソウルオリンピックでは銅メダル獲得と活躍する。ドイツ統一後も競技を続けていたガウダーであったが、1994年に原因不明の体力低下が彼を襲うようになる。後に、養鶏場において細菌感染したのが原因の心臓病と診断され、心臓移植しか彼の助かる道はないことが判明する。1997年にドナーが現れ、移植手術をうけ、リハビリを経て日常生活に復帰した。
その後、自らの競技経験と闘病生活での経験を活かしたパワーウォークを考案。普及のため日本にもたびたび来日している。
2020年4月22日、人工透析中に腎不全から心臓発作を起こし死去。65歳没。

## 主な実績
| 年   | 大会                     | 場所                         | 種目      | 結果 | 記録          |
| ---- | ------------------------ | ---------------------------- | --------- | ---- | ------------- |
| 1980 | オリンピック             | モスクワ(ソビエト連邦)       | 50km競歩  | 1位  | 3時間49分24秒 |
| 1981 | ヨーロッパ室内陸上選手権 | グルノーブル(フランス)       | 5000m競歩 | 1位  | 19分08秒59    |
| 1981 | IAAFワールドカップ競歩   | バレンシア(スペイン)         | 50km競歩  | 2位  | 3時間52分18秒 |
| 1985 | IAAFワールドカップ競歩   | セントジョーンズ(イギリス)   | 50km競歩  | 1位  | 3時間47分31秒 |
| 1986 | ヨーロッパ陸上選手権     | シュトゥットガルト(西ドイツ) | 50km競歩  | 1位  | 3時間40分55秒 |
| 1987 | IAAFワールドカップ競歩   | ニューヨーク(アメリカ合衆国) | 50km競歩  | 2位  | 3時間42分52秒 |
| 1987 | 世界陸上選手権           | ローマ(イタリア)             | 50km競歩  | 1位  | 3時間40分53秒 |
| 1988 | オリンピック             | ソウル(韓国)                 | 50km競歩  | 3位  | 3時間39分45秒 |
| 1990 | ヨーロッパ陸上選手権     | スプリト(ユーゴスラビア)     | 50km競歩  | 1位  | 4時間00分48秒 |
| 1991 | 世界陸上選手権           | 東京(日本)                   | 50km競歩  | 3位  | 3時間55分14秒 |